# Zbigniew Kwiatkowski (prawnik)
Zbigniew Kwiatkowski (ur. 29 marca 1953 w Kowalowicach) – polski prawnik, sędzia, profesor nauk prawnych, profesor nadzwyczajny Uniwersytetu Opolskiego, specjalista w zakresie prawa karnego i prawa wykroczeń.

## Życiorys
W 1986 na Wydziale Prawa i Administracji Uniwersytetu Śląskiego na podstawie napisanej pod kierunkiem Kazimierza Marszała rozprawy pt. Wyrok łączny w polskim procesie karnym uzyskał stopień naukowy doktora nauk prawnych. Tam też na podstawie dorobku naukowego oraz rozprawy pt. Zakazy dowodowe w procesie karnym otrzymał w 2002 stopień doktora habilitowanego nauk prawnych w zakresie prawa, specjalność: prawo karne. 9 lipca 2018 prezydent Andrzej Duda nadał mu tytuł profesora nauk prawnych.
Został nauczycielem akademickim w Międzywydziałowym Instytucie Prawa i Administracji Uniwersytetu Opolskiego, profesorem nadzwyczajnym na Wydziale Prawa i Administracji Uniwersytetu Opolskiego oraz kierownikiem Zakładu Prawa Karnego Procesowego, Kryminalistyki i Kryminologii na tym wydziale.
Został sędzią Sądu Okręgowego w Opolu.